# Habroteleia browni
Habroteleia browni är en stekelart som beskrevs av Crawford 1910. Habroteleia browni ingår i släktet Habroteleia och familjen Scelionidae. Inga underarter finns listade i Catalogue of Life.